# مقصدهای پروازی افریقیه ایرویز
مقصدهای پروازی افریقیه ایرویز به شرح زیر است.

## مقصدهای کنونی
|  | قطب           |
|  | شهر کانونی    |
|  | مسیرهای آتی   |
|  | در حالت تعلیق |

## مقصدهای پیشین
تا پیش از جنگ داخلی در لیبی، افریقیه ایرویز پروازهای مستقیمی به آفریقا، آسیا و اروپا انجام می‌داد.

### آفریقا

#### آفریقای مرکزی
- کامرون
  - دوالا - فرودگاه بین‌المللی دوالا
- جمهوری آفریقای مرکزی
  - بانگی - فرودگاه بین‌المللی بانگوئی ام‌پوکو
- چاد
  - انجامنا - فرودگاه بین‌المللی انجامنا
- جمهوری دموکراتیک کنگو
  - کینشاسا - فرودگاه ان دیلی

#### آفریقای جنوبی
- آفریقای جنوبی
  - ژوهانسبورگ - فرودگاه بین‌المللی اولیور تامبو

#### آفریقای غرب
- بنین
  - کوتونو - فرودگاه کژیون
- بورکینافاسو
  - آواگادوگو - فرودگاه بین‌المللی آواگادوگو
- غنا
  - آکرا - فرودگاه بین‌المللی کوتوکا
- ساحل عاج
  - آبیجان - فرودگاه پورت بوئت
- مالی
  - باماکو - فرودگاه بین‌المللی باماکو-سانوو
- موریتانی
  - نواکشوت - فرودگاه بین‌المللی نواکشوت
- نیجر
  - نیامی - فرودگاه بین‌المللی دایوری هامانی
- نیجریه
  - لاگوس - فرودگاه بین‌المللی مرتلا محمد
- سنگال
  - داکار - فرودگاه بین‌المللی لئوپولد سدار سنگور
- توگو
  - لومه - فرودگاه لومه-توکین

### آسیا
- بنگلادش
  - داکا - فرودگاه بین‌المللی شاه‌جلال
- چین
  - پکن - فرودگاه بین‌المللی پکن

### اروپا
- بلژیک
  - بروکسل - فرودگاه بروکسل
- فرانسه
  - پاریس - فرودگاه شارل دوگل پاریس
- آلمان
  - دوسلدورف - فرودگاه بین‌المللی دوسلدورف
- ایتالیا
  - میلان - فرودگاه میلانو مالپنسا
- هلند
  - آمستردام - فرودگاه اسخیپول آمستردام
- روسیه
  - مسکو - فرودگاه بین‌المللی دوموده‌دوو (چارتر)